# 딥마인드플랫폼
딥마인드플랫폼(DeepMind Platform Co. Ltd.)는 대한민국의 건강기능식품 기업이다. 본사는 서울특별시 강남구 언주로 702 경남제약타워 10층에 위치해 있으며 대표이사는 조헌정이다. 대주주는 메타플렉스이며 2024년 블레이드에이아이를 흡수 합병하여 블레이드에이아이는 소멸하였다 2024년 육군 제52사단 212보병여단과 '드론 전사' 100만명 양성을 목표로 하는 대규모 훈련 프로젝트에 대한 업무협약(MOU)을 체결하였다

## 역사
2011년 전자제품 부품 개발 기업으로 설립 후 2015년 12월 24일에 상장하였으며 2022년 경남제약헬스케어에서 커머스마이너로 사명을 변경한 뒤 2년 후에 현재 사명으로 변경하였다

2025년 3월 한국전자통신연구원(ETRI) 암호공학연구실과 '드론 보안용 PQC(양자내성암호) 기반 TLS(전송 계층 보안 프로토콜) 보안채널 통신 기술'에 대한 기술 이전 계약을 체결했다.

## 논란
2020년 4월 상장적격성 실질심사 사유인 횡령ㆍ배임 혐의가 발생하여 3년 동안 주권매매거래가 정지된 적이 있다

## 같이 보기
- 블레이드엔터테인먼트

## 참고문헌
1. ↑  주지숙, (주)메타플렉스, 딥마인드 주식 710만9004주 제3자배정 유상증자 신규보고↑…지분율 31.13%, 데이터투자, 2024-04-18
2. ↑  박순엽 , 딥마인드, 블레이드에이아이 흡수합병 결정, 이데일리, 2024.04.24
3. ↑  딥마인드, 육군 52사단과 '드론 전사' 100만 양성 MOU, 뉴시스, 2024.12.02
4. ↑  한경석, 딥마인드, 실질 최대주주 8회 CB 투자 참여…주가 요동칠까, 파이낸셜투데이 2024-04-23
5. ↑  딥마인드, ETRI 드론 양자암호 추가 기술이전 뉴시스 2025-03-20
6. ↑  경남제약헬스케어 13억대 횡령, 상장적격성 실질심사 사유 추가, 메디포뉴스, 2020-08-11
7. ↑  김경택, 커머스마이너, 상장 유지 결정…오늘 거래 재개, 뉴시스, 2023.06.20